# Stadius (hố)
Stadius là phần còn lại của một hố Mặt Trăng (hố va chạm) đã gần như bị cuốn trôi hoàn toàn bởi dòng chảy dung nham bazan. Hố được đặt tên theo sau nhà thiên văn học người Flemish Johannes Stadius. Hố nằm ở phía tây nam của hố trẻ hơn là hố Eratosthenes, và ở bờ phía bắc của biển Mare Insularum khi mà ở chỗ này biển liên kết với vịnh Sinus Aestuum. Về phía tây của hố là hố Copernicus, và một vài hố va chạm thứ hai từ ejecta của Copernicus bao phủ khu vực này. Về phía tây bắc là một dây chuyền hố trải dài theo một đường thẳng đến biển Mare Imbrium.

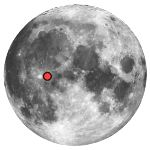
Vị trí của hố Stadius trên Mặt Trăng

Chỉ có phần vành tây bắc của hố Stadius là vẫn còn nguyên, và nó liên kết với một sườn bắc kéo dài một đường thẳng đến vành tây của Eratosthenes. Phần còn lại bị hoàn toàn phá hủy, bề mặt có chút trồi lên, và không hề có dấu hiệu của đỉnh trung tâm. Thềm hố bằng phẳng bao gồm nhiều hố nhỏ li ti, những hố nhỏ này đều được tạo ra bởi va chạm thứ hai từ sự hình thành của hố Copernicus.

## Hố vệ tinh

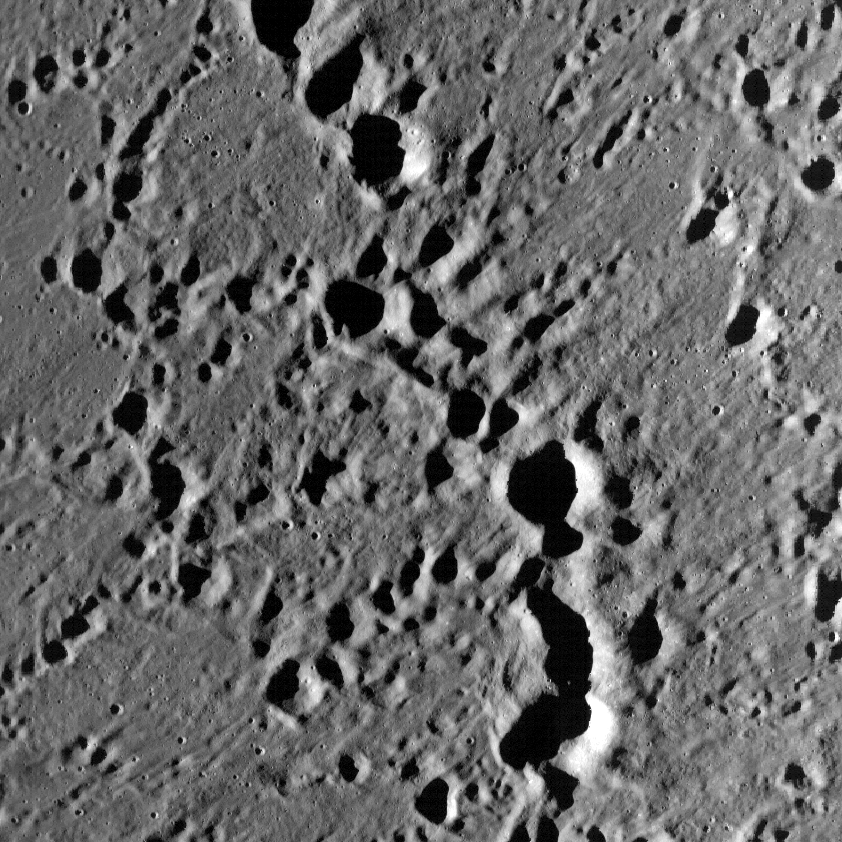
Khu vực hố va chạm thứ hai của Stadius (Hình từ LRO vào tháng 1 năm 2010)

Theo quy ước, những tính chất này được xác định trên bản đồ bằng cách đặt từng chữ cái là tâm của các hố vệ tinh gần với Stadius nhất.
| Stadius | Vĩ độ   | Kinh độ | Đường kính |
| ------- | ------- | ------- | ---------- |
| A       | 10.4° B | 14.8° T | 5 km       |
| B       | 11.8° B | 13.6° T | 6 km       |
| C       | 9.7° B  | 12.8° T | 3 km       |
| D       | 10.3° B | 15.3° T | 4 km       |
| E       | 12.6° B | 15.6° T | 5 km       |
| F       | 13.0° B | 15.7° T | 5 km       |
| G       | 11.2° B | 14.8° T | 5 km       |
| H       | 11.6° B | 13.9° T | 4 km       |
| J       | 13.8° B | 16.1° T | 4 km       |
| K       | 9.7° B  | 13.6° T | 4 km       |
| L       | 10.1° B | 12.9° T | 3 km       |
| M       | 14.7° B | 16.5° T | 7 km       |
| N       | 9.4° B  | 15.7° T | 5 km       |
| P       | 11.8° B | 15.2° T | 6 km       |
| Q       | 11.5° B | 14.8° T | 4 km       |
| R       | 12.2° B | 15.2° T | 6 km       |
| S       | 12.9° B | 15.5° T | 5 km       |
| T       | 13.2° B | 15.7° T | 7 km       |
| U       | 13.9° B | 16.4° T | 5 km       |
| W       | 14.1° B | 16.4° T | 5 km       |